# Tere Marichal
María Teresa «Tere» Marichal Lugo (Yauco, 24 de mayo de 1956), también conocida por el nombre de su personaje María Chuzema, es una actriz, escritora, ventrílocua, dramaturga y personalidad televisiva puertorriqueña. Durante 25 años a partir de 1987, su programa de televisión, La Casa de María Chuzema, se transmitió en el canal del gobierno de Puerto Rico, el Canal 6, afiliado a PBS.

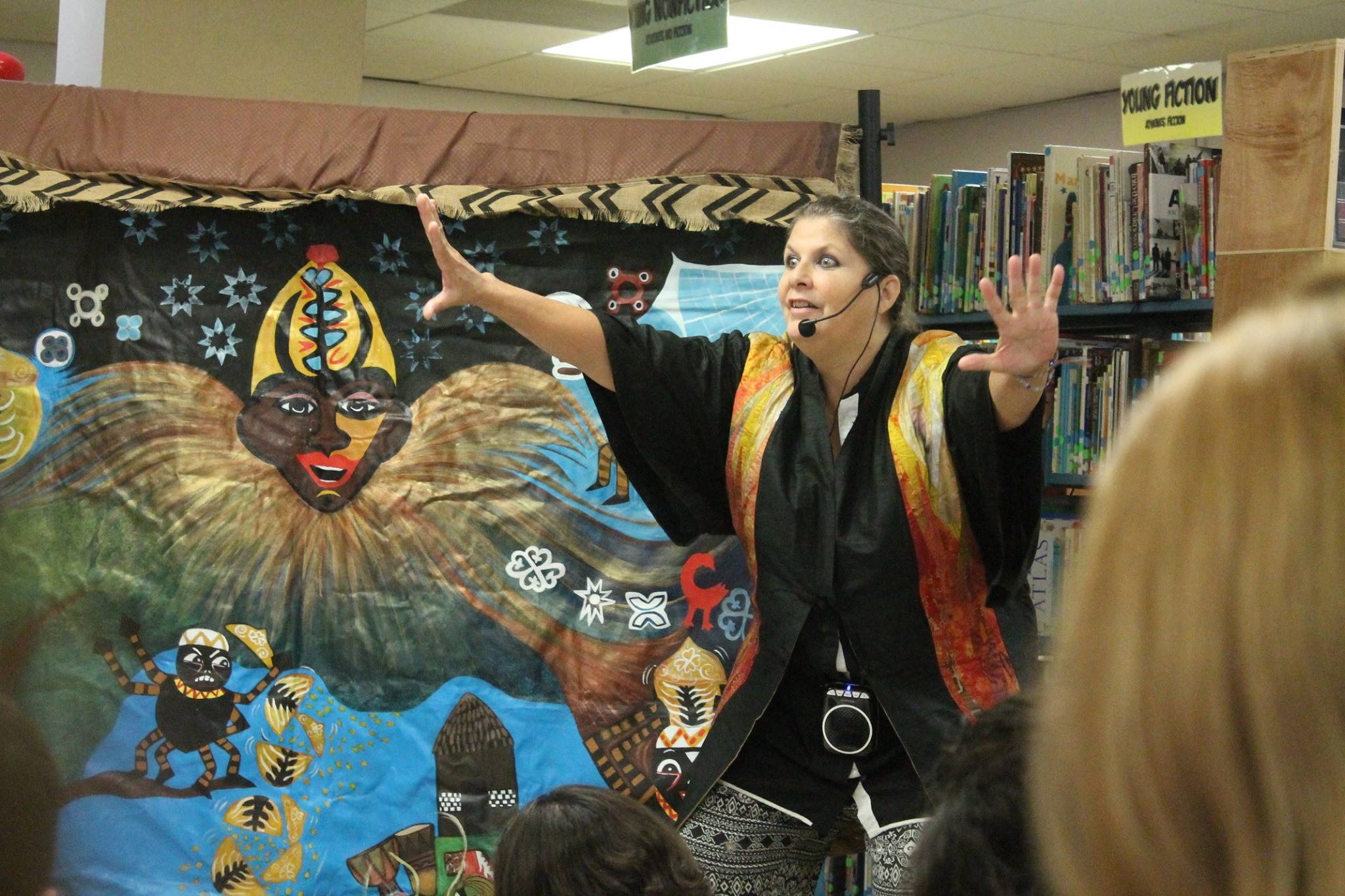
Marichal cuenta el cuento afrocaribeño de Anansi en la Biblioteca Juvenil de Mayagüez durante una actividad del Día del Libro Infantil Multicultural.

## Biografía

### Primeros años
Nació en Yauco, Puerto Rico, hija de un español llamado Carlos Marichal, quien era artista y escenógrafo, y de su madre Flavia Lugo, maestra de escuela y escritora de programas de radio.

### Escritos
Hasta 2020, había escrito unos 31 libros que han sido publicados, tanto en español como en inglés.
Victoria Espinosa dirigió La Isla Antilla de Marichal, que realizó una gira por Norteamérica en 1996.

### Vida personal
Durante 2018, reveló que había sufrido violencia doméstica en algún momento de su vida.
Durante junio de 2020, le dijo al periódico puertorriqueño El Vocero que se había recuperado de COVID-19. Su hijo, Miguel, quien a partir de 2020 se encontraba encarcelado en la Institución Correccional Federal de Fort Dix en Nueva Jersey, Estados Unidos, también padecía esa enfermedad.

## Premios
Por su trabajo, ha sido galardonada con dos premios Emmy así como con el «Premio René Marqués», que ganó por su obra La Obra de los Dioses.